# Speculum musicae
Lo Speculum musicae è un trattato musicale a carattere enciclopedico scritto nel XIV secolo dal teorico musicale Jacobus Leodiensis. I volumi da 1 a 5 sono dei trattati di teoria musicale dedicati alla musica speculativa. Gli ultimi due volumi, si occupano dell'esecuzione musicale, mettendo la pratica esecutiva sotto la lente d'ingrandimento.
- Il primo volume tratta delle basi della teoria per far comprendere le consonanze musicali. Nel corso del libro fa riferimento a Boezio, Isidoro di Siviglia, Guido d'Arezzo, Aristotele, Platone e Pietro Comestore. Il volume termina con un capitolo sulla teoria dell'armonia di Pitagora.
- Il secondo volume tratta delle consonanze e precisamente del monocordo. I differenti intervalli sono trattati in proprie sezioni distinte.
- Il terzo libro tratta esclusivamente i rapporti fra musica e matematica, occupandosi di proporzioni ed intervalli.
- Il quarto volume si occupa delle consonanze e la rapporta fra di loro. Tratta anche delle cadenze e delle consonanze imperfette.
- Nel quinto libro si occupa di tre diversi tipi di tetracordo e confronta il tetracordo con l'esacordo di Guido d'Arezzo.
- Nel sesto libro tratta del canto gregoriano nella liturgia, ma anche di notazioni e del repertorio.
- Nel settimo ed ultimo volume tratta della notazione mensurale. Egli difende l'Ars antiqua senza condannare  l'Ars nova.